# Sint-Katelijne (metrostation)
Sint-Katelijne (Frans: Sainte-Catherine) is een station van de Brusselse metro, gelegen in het centrum van de stad Brussel.

## Geschiedenis
Deze halte werd op 20 december 1969 geopend als het bovengrondse eindpunt met keerlus van de toen nog premetro oost-westlijn. Het metrostation werd op zijn beurt geopend op 13 april 1977 en was vier jaar lang het westelijke eindpunt oost-westlijn. Op 8 mei 1981 werd de toenmalige metrolijn 1 verlengd naar Beekkant.
In april 2006 begon een omvangrijke renovatie van het station, die ongeveer een jaar in beslag nam. De oude toegangspaviljoens werden gesloopt en vervangen door openere constructies van glas en staal, ontworpen door architect Olivier Noterman. Onder de 32 meter lange en drie meter brede nieuwe overkappingen op het plein werden bovendien liften geïnstalleerd. Ook ondergronds werden de wanden van het station vernieuwd met een kunstwerk over de hele breedte.

## Situering
Het metrostation bevindt zich onder het plein (de voormalige haven van Brussel, in de volksmond Vismet genoemd) tussen de Brandhoutkaai en de Baksteenkaai, nabij het Sint-Katelijneplein en de 19e-eeuwse Sint-Katelijnekerk, waarnaar het station genoemd is. Om de funderingen van deze kerk te sparen bevindt zich ten zuidoosten van het station (richting De Brouckère) de scherpste bocht van het Brusselse metronet. Het station Sint-Katelijne wordt bediend door de lijnen 1 en 5.
De perrons bevinden zich direct onder de straat, waardoor er per reisrichting aparte toegangen zijn, ondergebracht in twee kleine paviljoenen op het plein. Aan de uiteinden van het station bevinden zich onoverdekte roltrappen die enkel als uitgang gebruikt kunnen worden. Het station is zo ondiep gelegen omdat het zich in de (voor de bouw opnieuw uitgegraven) gedempte haven bevindt.

## Kunst
De verbouwing van het station in 2006 betrof ook het ondergronds niveau. Deze onderging gedaanteverwisseling: de verlichtingsinstallatie en het dak werden vervangen en langs de muren werden witte panelen geplaatst met gezeefdrukte afbeeldingen van tulpen. De artistieke aankleding van het station werd gecreëerd door de graficus Thierry Renard en draagt de naam Millefeuille.

## Afbeeldingen

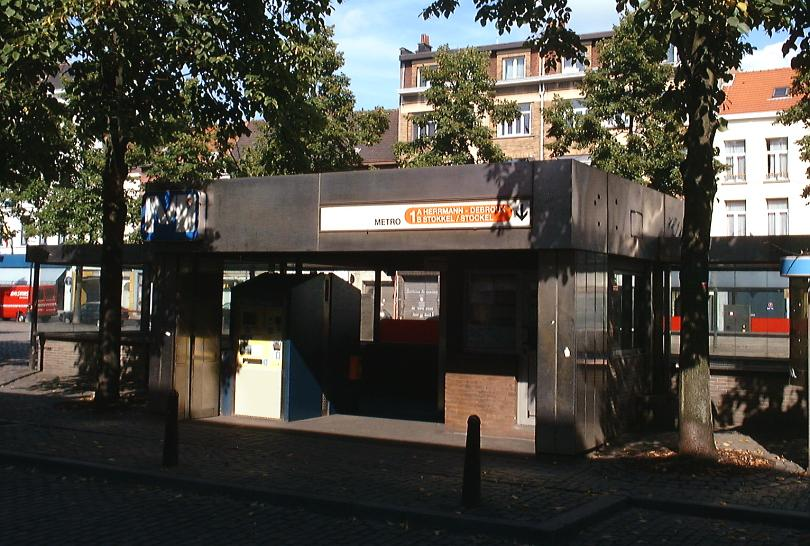
Toegangspaviljoen voor de renovatie van 2006.
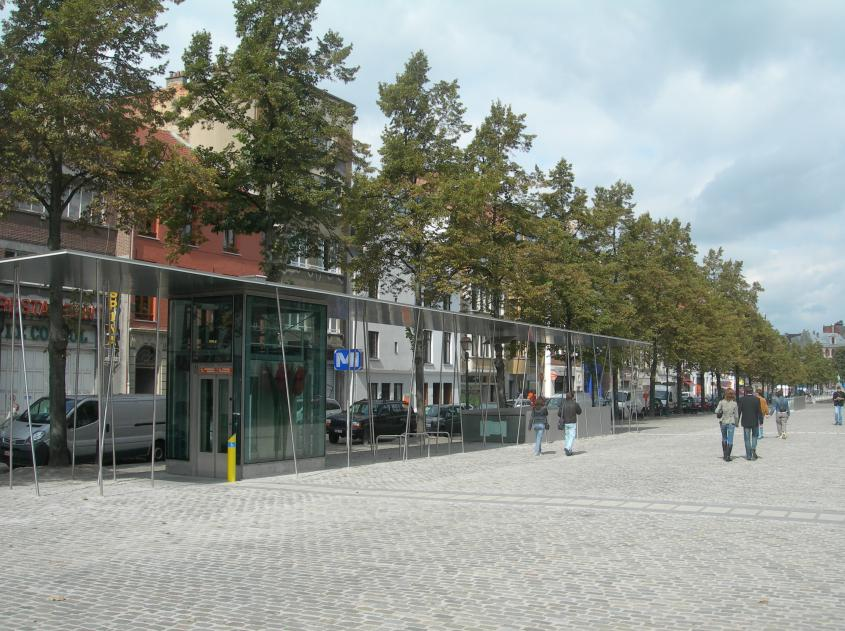
Nieuw toegangspaviljoen.